# 本生 (佛教)
本生（Jātaka），音译作阇多伽、阇陀，又稱本生經、生經、本生故事，是世尊釋迦牟尼佛還未成佛，仍為菩薩時的前世故事。是九分教和十二分教之一。

## 概論
前世所受種種生類差別稱作本生，過去世所見聞事稱作本事。如《成实论》卷一说：「經因緣及經次第。若此二經在過去世，名伊帝曰多伽，秦言此事過去如是。阇陀伽者，因现在事说过去事。」《佛地經論》：「先世相應所有餘事。名為本事。先世所受生類差別名為本生。」
南傳《本生經》有22篇、547則；依形式、內容等異同而類形化，大體在435則上下的數目。其中，相當於漢譯和梵文者有160餘則，巴利語獨特者有270餘則。
在漢地敦煌石窟中刻有大量的本生故事，如：毗楞竭梨王身钉千钉、九色鹿拯救溺人、月光王施头。

## 修波羅蜜最後一世
上座部佛教小部中的最後一部本生經為《毘输安呾啰王子本生史經》，經中的毘输安呾啰王子即是世尊在人間勤修波羅蜜的最後一世。
根據因緣譚記載:
|  | 「如是完成諸波羅蜜，彼生於一切度之生。 不知樂與苦，大地本無意， 依予布施力，大地七震動。 如是彼行有使大地震動之大功德，壽命盡時，由其處死，生兜率天。由彼伏於燃燈佛足下至出生兜率天都間之話，應須知為遠因緣本生。」 |

此處的毘输安呾啰王子，即是北傳佛教的須大拏王子。《佛學大辭典》云:「太子名。舊云蘇達拏太子是也。寄歸傳四曰：東印度月官大士作毘輸安呾囉太子歌，詞人皆舞詠遍五天矣，舊云蘇達拏太子者是也。」

## 註解
- 呂有祥註譯，《佛說本生經》，宗教文化出版社，2005年（註解竺法護所譯《生經》）

## 外部連結
- 东山健吾：〈敦煌石窟本生故事画的形式——以睒子本生图为中心 （页面存档备份，存于）〉。
- 從對讀觀點看佛典中的「本生經」 （页面存档备份，存于）
- 《南傳大藏經·佛本生》初探 （页面存档备份，存于）
- 本生經，悟醒譯：漢譯南傳大藏經[]（臺灣，高雄，元亨寺；CBETA）／經藏／小部 ／N31 （页面存档备份，存于） ~  N42 （页面存档备份，存于） （第31冊至第42冊），舊網站：N31[] ~ N42[]，停止更新。